# Municipio de Venets
El municipio de Venets es un municipio de la provincia de Shumen, Bulgaria. Tiene una población estimada, a finales del año 2020, de 7145 habitantes. 
Se encuentra ubicado al noreste del país, cerca del río Danubio, de la frontera con Rumania y del mar Negro. Su capital es la ciudad de Venets.